# Kağıthane

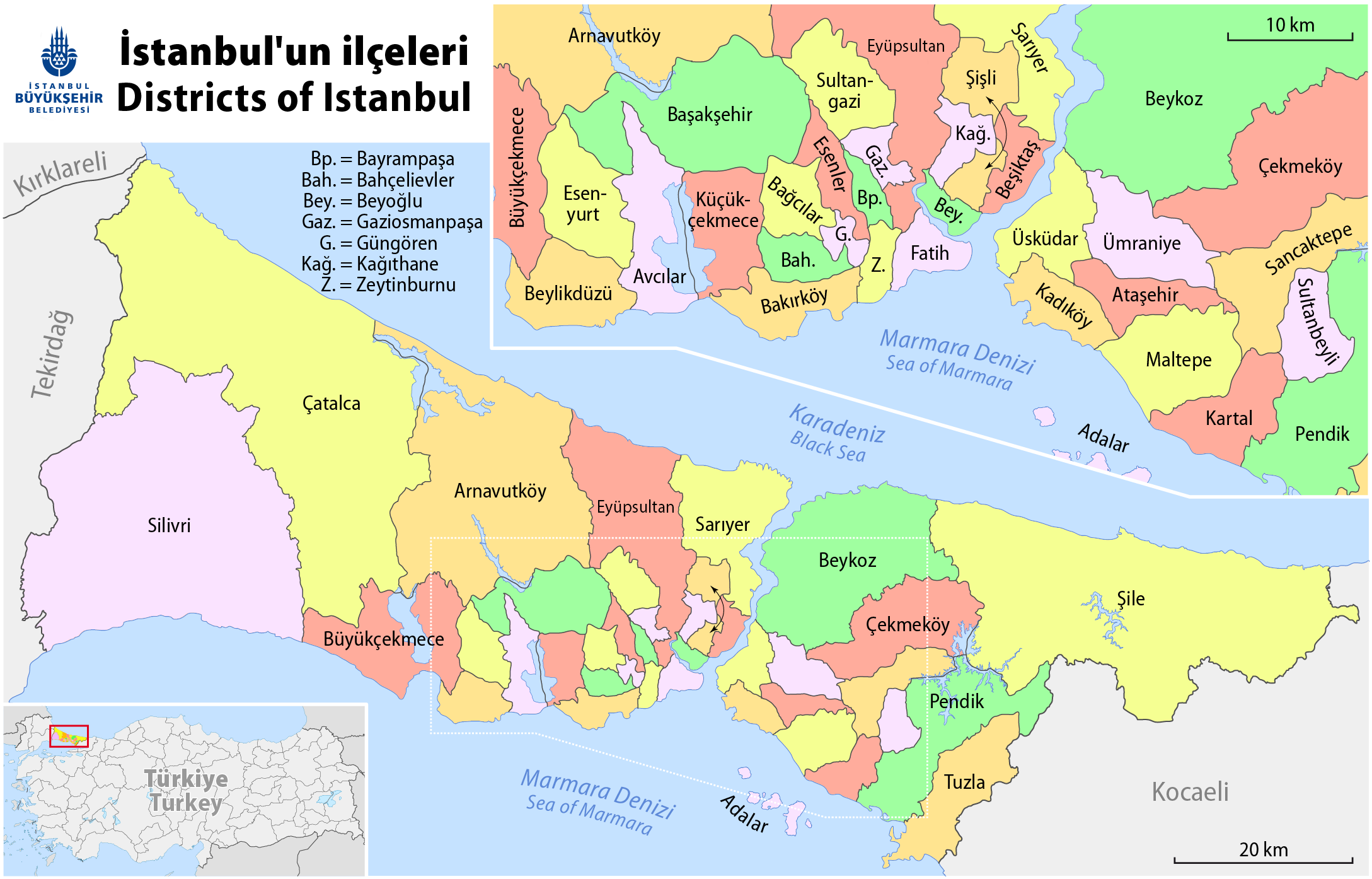
Kağıthane Isztambul 2008-as, átalakított térképén

Kağıthane [ejtsd: kjaıtháne] Isztambul egyik kerülete, Isztambul tartomány egyik körzete az európai oldalon. Lakossága 2008-ban 418 229 fő volt.

## Története
A település története a Bizánci Birodalom idejére vezethető vissza, amikor is a neve Pissa volt. A bizánci falu az Aranyszarv-öbölbe ömlő Barbysos-patak partjára épült. Már ebben az időben is papírmanufaktúrák voltak itt találhatóak, az oszmánok így valószínűleg emiatt nevezték el Kağıthanénak, azaz „papírgyárnak”. A papírgyárak egészen II. Bajazid uralkodásáig működtek itt. Nagy Szulejmán idejében a Kağıthane névre átkeresztelt patak vizének Konstantinápolyba vezetésére elkészültek a vízvezetékrendszer tervei. A 17. században lőporgyárak működtek a környéken. Ekkortájt kezdődött a kağıthanei tulipánok termesztése is, a legenda szerint több mint 239 féle tulipánt termesztettek, ami a szultánok tetszését is elnyerte, ám a hatalmas kereslet miatt a tulipánok ára annyira magas lett, hogy végül szultáni rendelettel (ferman) kellett szabályozni. A település kedvelt pihenőhely volt az oszmán méltóságok körében, számos nyári rezidencia épült itt, és a szultánok is gyakran jártak a környékbeli erdőbe vadászni. Az 1730-as években Patrona Halil által felbújtott szegény parasztság követelte a Kağıthanéban található megannyi nyári rezidencia és udvarház lebontását, a szultán pedig nem ellenkezett.
1914-ben itt nyílt meg Törökország (és Isztambul) első, fosszilis fűtőanyagot felhasználó üzeme, mely Isztambul számára generált elektromos áramot. A szenet Zonguldak tartományból, gőzhajóval szállították ide egészen az 1940-es évekig. 1952-ig egyedül látta el árammal a várost, 1983-ban zárták be. Az 1950-es években megkezdődött az addig jórészt zöld területeiről és tiszta vizű patakjairól ismert Kağıthane iparosítása, gyárak települtek ide, a patakok vize apadni kezdett, majd a nehéziparnak köszönhetően szennyezetté vált. Egyre-másra épültek a gecekondu lakások.
A falu 1955-ig közigazgatásilag Eyüphöz tartozott, 1956 és 1963 között pedig Şişlihez. 1987-ben vált önálló körzetté.